# Antonio Berardi (politico)
Antonio Berardi (Poggio Renatico, 10 maggio 1894 – 16 gennaio 1975) è stato un politico italiano.
Socialista, medico specializzato in pediatria, nel 1953 venne eletto alla Camera dei deputati per la II legislatura. Fu sindaco di Perugia dal 1964 al 1970, alla guida di una giunta composta da democristiani, socialisti e socialdemocratici.